# Moussa Diaby
Moussa Diaby (* 7. Juli 1999 in Paris) ist ein französischer Fußballspieler. Der auf beiden Seiten einsetzbare Flügelspieler steht seit Juli 2024 beim Ittihad FC in Saudi-Arabien unter Vertrag.

## Karriere

### Verein
Moussa Diaby entstammt der Jugend des lokalen Vereins Paris Saint-Germain, wo er am 22. November 2017 seinen ersten Profivertrag unterzeichnete. Im Januar 2018 wurde er für die verbleibende Saison 2017/18 an den italienischen Erstligisten FC Crotone ausgeliehen. Sein Debüt für die Pitagorici bestritt er am 14. April, als er bei der 0:1-Niederlage gegen den CFC Genua in der Schlussphase eingewechselt wurde. Vier Tage später stand er beim 1:1-Unentschieden gegen Juventus Turin bereits in der Startformation Crotones. Danach absolvierte er für die erste Mannschaft kein Spiel mehr und kehrte im Sommer 2018 nach dem Abstieg Crotones wieder zu Paris Saint-Germain zurück.
Nach guten Leistungen in den Vorbereitungsspielen zur Saison 2018/19 wurde er vom neuen Trainer Thomas Tuchel in die erste Mannschaft befördert. Bereits am ersten Spieltag debütierte er für den amtierenden Meister. Beim 3:0-Heimsieg gegen SM Caen wurde er in der 70. Minute für Lassana Diarra eingewechselt. Im Spiel gegen die AS Saint-Étienne am 14. September traf er zum ersten Mal für PSG, als er in der 84. Minute den Treffer zum 4:0-Endstand erzielte. Mit Paris Saint-Germain gewann er unter Trainer Thomas Tuchel mit dem Französischen Supercup 2018 und der Französischen Meisterschaft 2019 seine zwei ersten Titel als Profifußballer.
Zur Saison 2019/20 wechselte Diaby in die deutsche Bundesliga zu Bayer 04 Leverkusen, wo er einen Vertrag über fünf Jahre erhielt. Am 12. Spieltag erzielte er beim 1:1 gegen den SC Freiburg in seinem ersten Spiel von Beginn an für Leverkusen sein erstes Bundesligator.
Im Sommer 2023 wechselte er nach England zu Aston Villa. Ein Jahr später wechselte er nach Saudi-Arabien zum Ittihad FC.

### Nationalmannschaft
Diaby nahm mit der französischen U-19-Nationalmannschaft an der U19-EM 2018 teil, bei der man im Halbfinale an Italien scheiterte. Durch seine starken Leistungen – er erzielte einen Treffer und konnte drei weitere vorbereiten – wurde er für die Mannschaft des Turniers nominiert.
Mit der französischen U-21-Nationalmannschaft scheiterte Diaby bei der U21-EM 2021 im Viertelfinale gegen die niederländische U-21-Auswahl mit einer 2:1-Niederlage.
Diaby debütierte am 1. September 2021 für die französische A-Nationalmannschaft. Beim 1:1 im WM-Qualifikationsspiel gegen Bosnien-Herzegowina wurde er in der 90. Minute für Kylian Mbappé eingewechselt.
Beim Sieg der französischen Nationalmannschaft in der Endrunde der UEFA Nations League 2021 war Diaby Bestandteil des Kaders, blieb aber sowohl im Halbfinale als auch im Finale ohne Einsatz.

## Erfolge
Paris Saint-Germain
- Französischer Meister: 2019
- Französischer Supercupsieger: 2018

Individuell
- U-19-Fußball-Europameisterschaft Mannschaft des Turniers: 2018

## Persönliches
Diaby wurde im Juli 1999 in der französischen Hauptstadt Paris geboren und wuchs im 19. Arrondissement im Nordosten der Stadt auf. Mit 14 Jahren absolvierte er parallel zu seinem Wechsel zu Paris Saint-Germain ein Praktikum im Verein. Er ist Vater eines Ende Februar 2020 geborenen Sohnes.